# Papa háza
A Papa háza (eredeti cím: Poppa's House) 2024 és 2025 között vetített amerikai szitkom, amelyet Damon Wayans és Kevin Hench alkotott. A főbb szerepekben Damon Wayans, Damon Wayans Jr., Essence Atkins és Tetona Jackson látható.
Amerikai Egyesült Államokban 2024. október 21-én a CBS, míg Magyarországon 2025. július 14-én a Comedy Central mutatta be.
2025 áprilisában egy évad után törölték a sorozatot.

## Szereplők

### Főszereplők
| Szerep                | Színész          | Magyar hang        | Leírás                                                                    |
| --------------------- | ---------------- | ------------------ | ------------------------------------------------------------------------- |
| Damon "Papa" Fulton   | Damon Wayans Sr. | Láng Balázs        | Népszerű New York-i rádiós DJ.                                            |
| Damon "Junior" Fulton | Damon Wayans Jr. | Szatory Dávid      | Az apósának dolgozik, de valójában dokumentumfilmeket szeretne készíteni. |
| Dr. Ivy Reed          | Essence Atkins   | Kisfalvi Krisztina | Papa új műsorvezető társa.                                                |
| Nina                  | Tetona Jackson   | Csifó Dorina       | Junior felesége, aki rendezvényszervezőként dolgozik.                     |

### Mellékszereplők
| Szerep    | Színész               | Magyar hang     | Leírás                                  |
| --------- | --------------------- | --------------- | --------------------------------------- |
| J.J.      | Geoffrey Owens        | Háda János      | Nina apja.                              |
| Trey      | Caleb Johnson         | Plesznivy Álmos | Junior és Nina fia.                     |
| Maya      | River Blossom         | Loszman Lili    | Junior és Nina lánya.                   |
| Catherine | Wendy Raquel Robinson | Ősi Ildikó      | Papa volt felesége és Junior édesanyja. |

### Magyar változat
- Magyar szöveg: Simon Tamás
- Hangmérnők: Simkó Ferenc
- Vágó: Kajdácsi Brigitta
- Gyártásvezető: Kincses Tamás
- Szinkronrendező: Marton Bernadett
- Produkciós vezető: Várkonyi Krisztina

A szinkront a Mafilm Audio Kft. készítette

## Epizódok
| #   | Eredeti cím       | Magyar cím                 | Rendező             | Író                                                                               | Eredeti premier    | Magyar premier   |
| --- | ----------------- | -------------------------- | ------------------- | --------------------------------------------------------------------------------- | ------------------ | ---------------- |
| 1.  | Pilot             | Bevezető                   | Andy Ackerman       | Damon Wayans és Kevin Hench                                                       | 2024. október 21.  | 2025. július 14. |
| 2.  | Sleepover         | Ottalvós buli              | Kelly Park          | Dean Lorey és Damon Wayans                                                        | 2024. október 28.  | 2025. július 14. |
| 3.  | Podcast           | Podcast                    | Robert Townsend     | Kim Wayans és Kevin Knotts                                                        | 2024. november 4.  | 2025. július 15. |
| 4.  | School Days       | Sulis napok                | Kim Wayans          | Leslie Schapira                                                                   | 2024. november 11. | 2025. július 15. |
| 5.  | Disciplinairian   | Fegyelmezés                | Phill Lewis         | Erica Montolfo                                                                    | 2024. november 25. | 2025. július 16. |
| 6.  | Family Photo      | Családi kép                | Kelly Park          | Romanski                                                                          | 2024. december 2.  | 2025. július 16. |
| 7.  | Brokeback         | Derékba tört               | Kim Wayans          | Michael Wayans                                                                    | 2024. december 9.  | 2025. július 21. |
| 8.  | Wig               | Paróka                     | Robert Townsend     | Phil Beauman és Shawn Wayans                                                      | 2024. december 16. | 2025. július 21. |
| 9.  | Puppy             | Kutyus                     | Phill Lewis         | Chris Lorey                                                                       | 2025. január 27.   | 2025. július 22. |
| 10. | Elevator Friend   | Liftes barát               | Kelly Park          | Michael Wayans                                                                    | 2025. február 3.   | 2025. július 22. |
| 11. | Dirty Laundry     | A szennyes                 | Kim Wayans          | Dean Lorey és Damon Wayans                                                        | 2025. február 10.  | 2025. július 23. |
| 12. | Slumber Party     | Pizsamaparti               | Phill Lewis         | Adrian Colón, Jr.                                                                 | 2025. február 24.  | 2025. július 23. |
| 13. | Graduation        | Diplomaosztó buli          | Robert Townsend     | Shawn Wayans és Phil Beauman                                                      | 2025. március 3.   | 2025. július 28. |
| 14. | Melvin            | Melvin                     | Kim Wayans          | Dean Lorey és Damon Wayans                                                        | 2025. március 24.  | 2025. július 28. |
| 15. | Say Wha?!         | Hogy mi?!                  | Damien Dante Wayans | Teleplay: Kim Wayans és Kevin Knotts Sztori: Kristin Layne Tucker és Jack Sentell | 2025. március 31.  | 2025. július 29. |
| 16. | Game of Phones    | Telók harca                | Phill Lewis         | Teleplay: Leslie Schapira és Romanski Sztori: Brittnay Johnston és Jess Lieberman | 2025. április 14.  | 2025. július 29. |
| 17. | Babygirl          | Pici lányom                | Robert Townsend     | Teleplay: Cara Mia Wayans és Kyla Wayans Sztori: Amara Wayans és Aniya Wayans     | 2025. április 21.  | 2025. július 30. |
| 18. | Magic Shine Again | Újra extrán fényes a kobak | Robert Townsend     | Teleplay: Shawn Wayans és Phil Beauman Sztori: Chris Lorey és Keenen Wayans Jr.   | 2025. április 28.  | 2025. július 30. |

## A sorozat készítése
A sorozatot 2022. október 10-én jelentették be. A próbaepizód megrendelésére 2023. február 8-án került sor. A próbaepizód forgatókönyvét Damon Wayans és Kevin Hench írta, a rendező pedig Andy Ackerman volt. A produkcióban közreműködő cégek között szerepel az Amara Films, a Hench in the Trench Productions, a Two Shakes Entertainment, valamint a CBS Studios. A teljes sorozatot 2023. május 9-én rendelték be. A sorozatot a 2023-as sztrájkok miatt elhalasztották, így a 2024–25-ös szezonra került át. A CBS 2024. november 7-én egy teljes évadra, azaz 18 epizódra adott megrendelést.

### Szereplőválogatás
A próbaepizód megrendelésének bejelentésével egy időben Damon Wayans és Damon Wayans Jr. is szerepet kapott a sorozatban. Amikor a CBS hivatalosan is berendelte a sorozatot, Essence Atkins és Tetona Jackson csatlakoztak a szereplőgárdához. 2024. augusztus 9-én Wendy Raquel Robertsont mellékszereplőként jelentették be. 2023. december 20-án került nyilvánosságra, hogy Marlon Wayans és Vivica A. Fox vendégszereplőként fognak feltűnni a sorozatban. 2025. február 6-án pedig bejelentették, hogy Charo vendégszereplőként saját magát fogja alakítani.

### Forgatás
A sorozatot a Los Angelesben található Radford Studio Centerben forgatták, azonban a történet New Yorkban játszódik.